# Ernest de Sayn-Wittgenstein-Homburg
Ernest de Sayn-Wittgenstein-Homburg (en alemany Ernst von Sayn-Wittgenstein-Homburg) va néixer a Berleburg (Alemanya) el 29 de març de 1599 i va morir a Homburg el 20 de març de 1649. Era fill del comte Jordi II de Sayn-Wittgenstein (1565-1631) i d'Elisabet de Nassau Weilbur (1572-1607).

## Matrimoni i fills
Es va casar primer amb la seva cosina Elisabet de Sayn (1608-1641), amb qui va tenir dos fills:
- Caterina Elisabet (1639-1671), casada amb Lluís Ernest de Lhowenstein-Wertheim-Virneburg (1627-1681).
- Guillem Frederic (1640-1698)

Havent enviudat, es tornà a casar l'11 de setembre de 1642 amb Cristina de Waldeck-Wildungen (1614-1679), filla de Cristià de Waldeck-Wildungen (1585-1637) i d'Elisabet de Nassau-Siegen (1584-1661). El matrimoni va tenir tres fills:
- Anna Amàlia (1641-1685), casada amb el comte Casimir de Lippe (1627-1700).
- Cristina (1646-1678), casada amb Frederic de Nassau-Weilburg (1640-1675)
- Cristià (1647-1704).